# 16 Aquarii
16 Aquarii, som är stjärnans Flamsteed-beteckning, är en ensam stjärna belägen i den östra delen av stjärnbilden Vattumannen. Den har en skenbar magnitud på 5,87 och är svagt synlig för blotta ögat där ljusföroreningar ej förekommer. Baserat på parallaxmätning inom Hipparcosuppdraget på ca 9,5 mas, beräknas den befinna sig på ett avstånd på ca 342 ljusår (ca 105 parsek) från solen. Den rör sig närmare solen med en heliocentrisk radiell hastighet på ca -6 km/s. och beräknas komma inom 220 ljusår från solen om 6,8 miljoner år.

## Egenskaper
16 Aquarii A är en blå till vit jättestjärna av spektralklass G7 III, som anger att den har förbrukat förrådet av väte i dess kärna och genererar energi genom fusion av väte i ett skal som omger en het kärna av inert helium. Den har en massa som är ca 2,3 gånger större än solens massa, en radie, som är ca 8 gånger större än solens och utsänder från dess fotosfär ca 37 gånger mera energi än solen vid en effektiv temperatur av ca 5 100 K.